# Jean-Louis Schefer
Jean-Louis Marie Adrien Schefer (Parigi, 7 dicembre 1938 – Corbeil-Essonnes, 7 giugno 2022) è stato un critico d'arte, filosofo e storico dell'arte francese noto anche per gli studi teorici sul cinema.

## Biografia
Diplomato all'École des hautes études en sciences sociales su "Les écritures figuratives, un problème de grammaire égyptienne" (sotto la guida di Roland Barthes e Algirdas Julien Greimas), lavorò a Milano nel 1965 e nel 1966 alla redazione di un dizionario, quindi a Venezia nei due anni seguenti. In Italia presentò opere di Gianfranco Pardi, Titina Maselli, Emilio Tadini, Gianni Colombo e altri. In seguito insegnò a Parigi fra il 1970 e il 1981. Collaborò a riviste come "Tel Quel", "Communications", "Information sur les sciences sociales", "Littérature", "Critique", "Cahiers du Cinéma".
È morto a Corbeil-Essonnes il 7 giugno 2022.

## Opere
- Scénographie d'un tableau, 1969; trad. di Salvatore Claudio Sgroi, presentazione di Roland Barthes, Roma: Ubaldini, 1974
- L'Invention du corps chrétien. Saint Augustin, le dictionnaire, la mémoire, Galilée, 1975
- L'espèce de chose mélancolie, Flammarion, 1978
- L'Homme ordinaire du cinéma, Cahiers du cinéma, 1980, 1997; trad. a cura di Michele Canosa, L'uomo comune del cinema, Macerata: Quodlibet, 2006 ISBN 9788874621415
- Gilles Aillaud, Hazan, 1987
- cura di Leon Battista Alberti, De la peinture - De Pictura (1435), Macula Dédale, 1992
- Introduzione a Joseph de Maistre, Chiarimento sui sacrifici, Pordenone: Biblioteca dell'immagine, 1993
- La Lumière et la Table. Dispositifs de la peinture hollandaise, Maeght, 1995
- Question de style, L'Harmattan, 1995
- The Enigmatic Body, Cambridge University Press, 1995
- Du monde et du mouvement des images, Cahiers du cinéma, 1997
- Main courante, P.O.L, 1998
- Figures peintes, P.O.L, 1998 (Prix France Culture, 1999)
- Cinématographies. Objets périphériques et mouvements annexes, P.O.L, 1998
- Origine du crime, Café-Climat, 1985; P.O.L, 1998
- Choses écrites. Essais de littérature et à peu près, P.O.L, 1998
- Goya, la dernière hypothèse, Maeght éditeur, 1998
- Main courante vol. 2, P.O.L, 1999
- Lumière du Corrège, P.O.L, 1999
- Questions d'art paléolithique, P.O.L, 1999
- Paolo Ucello, le Déluge, P.O.L, 1999
- Sommeil du Greco, P.O.L, 1999
- Images mobiles. Récits, visages, flocons, 1999; trad. Prologhi & florilegio, Milano: Pagine d'arte, 2001
- Henri Michaux: histoires d'encres, trad. Yasmina Mélaouah, Henri Michaux: storie d'inchiostro, Milano: Pagine d'arte, 2000
- Main courante vol. 3, P.O.L, 2001
- Polyxène et la vierge à la robe rouge, P.O.L, 2002
- Chardin, P.O.L, 2002
- Une maison de peinture, Éd. Enigmatic, 2004
- Figures de différents caractères, P.O.L, 2005
- L'Hostie profanée. Histoire d'une ﬁction théologique, P.O.L, 2007
- La Cause des portraits, P.O.L, 2009
- De quel tremblement de terre..., P.O.L, 2010
- Le Temps dont je suis l'hypothèse, P.O.L, 2011
- Monsieur Teste à l'école, P.O.L, 2013
- Le Joueurs d'échecs, P.O.L, 2014
- Pour un traité des corps imaginaires, P.O.L., 2014